# Black River (zespół muzyczny)
Black River – polska grupa rockowa założona w 2008 roku przez Piotra Wtulicha jako nowe wcielenie rozwiązanego Neolithic. W 2008 roku ukazał się debiutancki album grupy pt. Black River. Wydawnictwo cieszyło się uznaniem fanów i krytyków muzycznych; uzyskało m.in. nominacje do nagrody polskiego przemysłu muzycznego Fryderyka i nagrody rozgłośni radiowej Antyradio.

## Historia

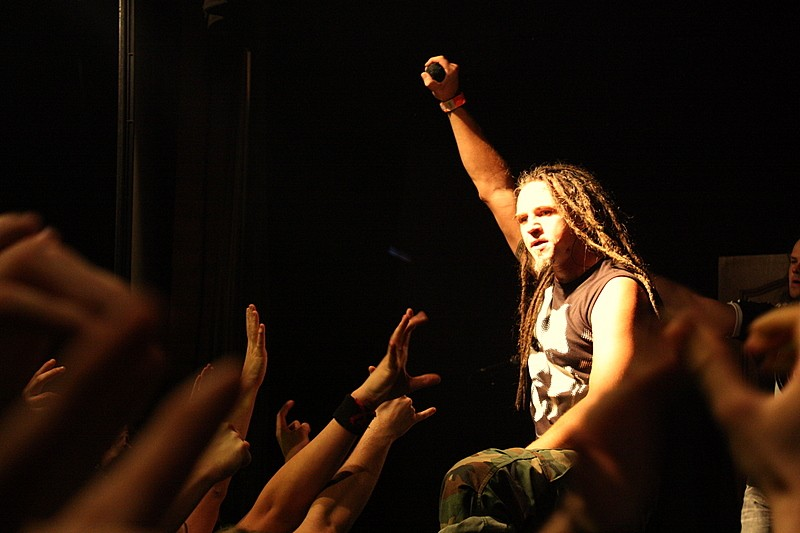
Maciej Taff podczas koncertu w lubelskim klubie Graffiti 10 grudnia 2008

Zespół powstał w 2008 roku jako nowe wcielenie rozwiązanego Neolithic. W skład grupy weszli dotychczasowi muzycy Neolithic: wokalista Maciej Taff, basista Tomasz „Orion” Wróblewski, perkusista Dariusz "Daray" Brzozowski oraz gitarzyści Piotr "Kay" Wtulich i Artur "Art." Kempa. Piotr "Kay" Wtulich o genezie zespołu:

Wchodząc do studia jeszcze myślałem, że nagramy płytę Neolithic i będzie to prawdopodobnie ostatnia, pożegnalna płyta... Ale słysząc, w jaką stronę idzie materiał i jaka atmosfera jest w zespole, gołym okiem było widać, że idzie nowe i nie należy tego hamować ani w żaden sposób ograniczać, a takim ograniczeniem był dla mnie stary szyld. Tą płytą zaczęliśmy wszystko od nowa, z czystym kontem i nastawieniem, że to się nie może skończyć na jednej wizycie w studiu.

W maju 2008 roku ukazał się debiutancki album zespołu pt. Black River. Materiał został zarejestrowany w Hendrix Studio w Lublinie i Palczewski Studio. Miksowanie w Studio Perlazza wykonał jego właściciel Przemysław "Perła" Wejmann. Z kolei mastering w Studio X w Olsztynie wykonał Szymon Czech. Wydawnictwo było promowane teledyskiem do utworu pt. "Silence" w reżyserii Romana Przylipiaka. W nagraniu wystąpiła gościnnie aktorka Agnieszka Warchulska. W 2009 roku debiutancki album grupy uzyskał nominacje do nagrody polskiego przemysłu Fryderyka w kategorii album roku - metal. Piotr "Kay" Wtulich o genezie nazwy zespołu Black River:

Musieliśmy wszyscy być jej pewni i w jakiś sposób musiała ogarnąć w całość to, co robimy. Pojawił się główny motyw we wkładce, czyli mocno konturowany wąż, który jednym może się kojarzyć z psią łapą, a ja na przykład zobaczyłem w nim czarną rzekę. Pomyślałem, że to dobry tytuł płyty, a później stwierdziliśmy, że to w zasadzie najlepsza nazwa dla naszego zespołu, na jaką do tej pory wpadliśmy. Jest konkretna i jednocześnie nawiązuje do korzeni takiego grania...

Debiut grupy był promowany podczas trasy koncertowej Black Sun Tour 2008 w Polsce, podczas której wystąpiły ponadto grupy UnSun i Votum. 9 maja 2009 roku grupa przystąpiła do prac nad kolejnym albumem pod tytułem Black’n’Roll, który ukazał się jesienią tego samego roku. Wydawnictwo zostało zarejestrowane w RG Studio w Gdańsku i Sonus Studio w Izabelinie. Płytę promował teledysk do utworu "Black’n’Roll". Rok później został zrealizowany teledysk do utworu "Lucky in Hell", w którym wystąpiła aktorka Magdalena Cielecka. Latem obraz został nagrodzony na Festiwalu Polskich Wideoklipów Yach Film w kategorii "kreacja aktorska". W maju 2010 roku Maciej Taff w związku z problemami zdrowotnymi zawiesił działalność artystyczną. Pod koniec roku do sprzedaży trafiła kompilacja nagrań zespołu pt. Trash. Na płycie znalazły się utwory zarejestrowane podczas sesji nagraniowych albumów Black River (2008) i Black’n’Roll (2009) oraz trzy kompozycje nagrane podczas występu formacji w warszawskim klubie Stodoła. Był to ostatni przejaw działalności tegoż zespołu.
W 2018 roku zespół za pośrednictwem portali społecznościowych ogłosił wznowienie działalności i pracę nad nowym albumem studyjnym.

## Dyskografia

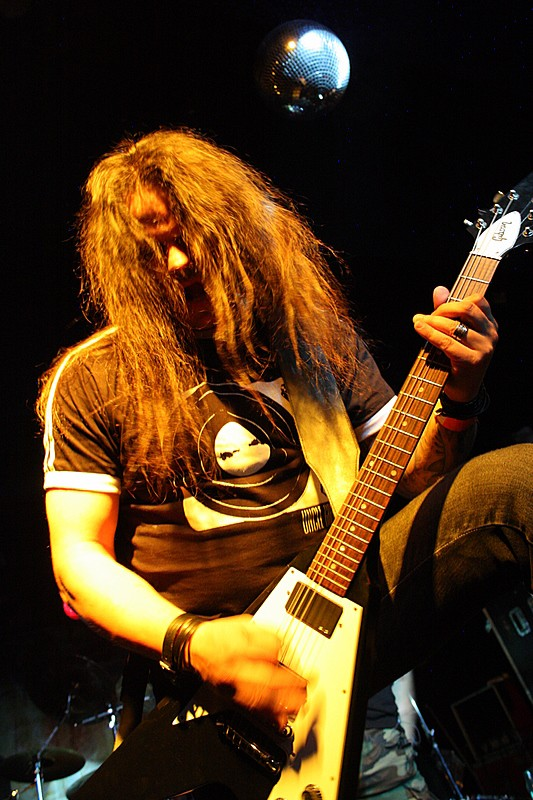
Piotr "Kay" Wtulich podczas koncertu w lubelskim klubie Graffiti 10 grudnia 2008

| 2008                           | Black River - Data: 19 maja 2008 - Wydawca: Mystic Production       | –  |
| 2009                           | Black’n’Roll - Data: 21 września 2009 - Wydawca: Mystic Production  | 20 |
| 2010                           | Trash - Data: 6 grudnia 2010 - Wydawca: Mystic Production           | –  |
| 2019                           | Humanoid - Data: 12 kwietnia 2019 - Wydawca: Mystic Production      | –  |
| 2022                           | Generation aXe - Data: 24 czerwca 2022 - Wydawca: Mystic Production | 32 |
| "—" pozycja nie była notowana. |                                                                     |    |

| Rok  | Tytuł                  | Pozycja na liście | Album        |
| Rok  | Tytuł                  | Turbo Top         | Album        |
| ---- | ---------------------- | ----------------- | ------------ |
| 2009 | "Jumping Quenny Flash" | 4                 | Black’n’Roll |
| 2009 | "Isabel"               | 1                 | Black’n’Roll |
| 2010 | "Free Man"             | 16                | Trash        |

## Teledyski

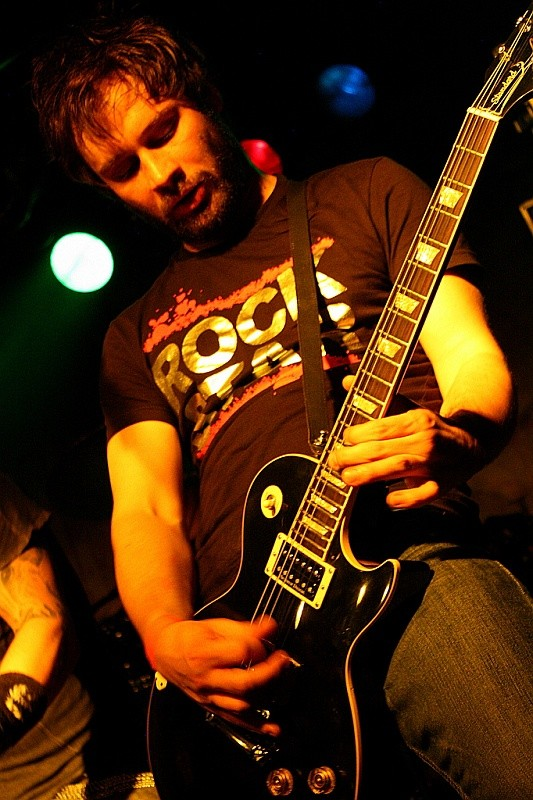
Artur "Art." Kempa podczas koncertu w lubelskim klubie Graffiti 10 grudnia 2008

| Rok  | Tytuł           | Reżyseria        | Album        |
| ---- | --------------- | ---------------- | ------------ |
| 2008 | "Free Man"      | Roman Przylipiak | Black River  |
| 2008 | "Punky Blonde"  | Roman Przylipiak | Black River  |
| 2008 | "Silence"       | Roman Przylipiak | Black River  |
| 2009 | "Black’n’Roll"  | Roman Przylipiak | Black’n’Roll |
| 2010 | "Lucky in Hell" | Roman Przylipiak | Black’n’Roll |

## Nagrody i wyróżnienia
| Rok  | Kategoria                          | Nagroda                          | Uwagi       |
| ---- | ---------------------------------- | -------------------------------- | ----------- |
| 2008 | Najlepsze zdjęcia ("Silence")      | Yach Film                        | Nominacja   |
| 2009 | Płyta rocku 2008 (Black River)     | Plebiscyt Antyradia              | Nominacja   |
| 2009 | Debiut roku                        | Plebiscyt Metal Hammer, 2008     | 1. miejsce  |
| 2009 | Album roku (Black River)           | Plebiscyt Metal Hammer, 2008     | 5. miejsce  |
| 2009 | Przebój roku ("Punky Blonde")      | Plebiscyt Metal Hammer, 2008     | 4. miejsce  |
| 2009 | Album roku metal (Black River)     | Fryderyk                         | Nominacja   |
| 2010 | Płyta rocku 2009 (Black’n’Roll)    | Plebiscyt Antyradia              | Nominacja   |
| 2010 | Kreacja aktorska ("Lucky in Hell") | Yach Film                        | Nagroda     |
| 2010 | Najlepszy album (Black’n’Roll)     | Podsumowanie Musicarena.pl, 2009 | 14. miejsce |
| 2020 | Album roku metal (Humanoid)        | Fryderyk                         | Nominacja   |
| 2023 | Album roku metal (Generation aXe)  | Fryderyk                         | Nominacja   |